# Teresa Makarska
Teresa Makarska (ur. 11 czerwca 1950 w Łodzi) – polska aktorka teatralna i filmowa, związana z Teatrem Nowym w Łodzi.

## Życiorys
Absolwentka Wydziału Aktorskiego Państwowej Wyższej Szkoły Filmowej, Telewizyjnej i Teatralnej im. Leona Schillera w Łodzi (1971). Była aktorką Bałtyckiego Teatru Dramatycznego im. Juliusza Słowackiego w Koszalinie (1971–1973), Teatru Powszechnego w Łodzi (1973–1976) oraz od 1976 do 2009 była etatową aktorką Teatru Nowego im. Kazimierza Dejmka w Łodzi, z którym do dziś jest związana jako aktorka gościnna. Występowała także na deskach Teatru im. Stefana Jaracza w Łodzi, Teatru Lalki i Aktora „Pinokio” w Łodzi oraz Teatru Małego w Łodzi. Zadebiutowała 20 marca 1970 rolą Podwiązki w adaptacji powieści Kolumbowie. Rocznik 20 w reżyserii Barbary Jaklicz. Wystąpiła w kilkudziesięciu rolach teatralnych w spektaklach takich reżyserów jak: Kazimierz Dejmek, Barbara Fijewska, Ludwik Benoit, Maria Kaniewska, Wanda Laskowska, Adam Orzechowski, Paweł Pitera i Krzysztof Babicki.
Wystąpiła także w kilkunastu filmach i spektaklach telewizyjnych, m.in. jako fałszywy Albert w Seksmisji Juliusza Machulskiego (1983).
Teresa Makarska została wyróżniona Honorową Odznaką Miasta Łodzi (1988), Nagrodą marszałka województwa łódzkiego z okazji 50-lecia Teatru Nowego w Łodzi (2000) oraz Nagrodą dyrektora Teatru Nowego w Łodzi (2011). W 2019 została odznaczona Brązowym Medalem „Zasłużony Kulturze Gloria Artis”.